# Govor na Gazimestanu
Govor na Gazimestanu Slobodana Miloševića je održan prilikom proslave 600 godina Kosovske bitke 28. lipnja 1989. na Kosovu Polju. Svojim prisustvom, proslavu je obilježilo i oko dva milijuna ljudi, od kojih je jedan dio došao iz SAD-a, Australije i mnogih zemalja Europe.
Proslavi je prisustvovalo gotovo kompletno Predsjedništvo SFRJ, na čelu s Janezom Drnovšekom, zatim je tu bio i Milan Pančevski - tadašnji predsjednik Predsjedništva CK SKJ, a centralni govor održao je Slobodan Milošević, tadašnji predsjednik Predsjedništva SR Srbije. Jedini iz predsjedništva SFRJ koji je bojkotirao Gazimestan bio je predstavnik SR Hrvatske, Stipe Šuvar. Proslavi je prisustvovao i cjelokupan vrh Srpske pravoslavne crkve.
Proslavi su prisustvovali i gotovo svi veleposlanici članica NATO saveza i Europske unije koji su imali predstavništva u Jugoslaviji. Jedini izuzeci su bili veleposlanik SAD-a Warren Zimmerman i veleposlanik Turske. Danas se u zemljama zapadne Europe, kao i u SAD-u, smatra da je Miloševićev govor na ovom skupu označio početak borbe Srbije za teritorijalno proširenje prema zapadu Jugoslavije.